# Asier Osambela
Asier Osambela Larraya (Subiza, 30 de octubre de 2004) es un futbolista español que juega en la demarcación de centrocampista en el Club Atlético Osasuna de la Primera División de España.

## Biografía
Tras formarse como futbolistas en las filas inferiores del CA Osasuna, finalmente debutó con el segundo equipo el 27 de agosto de 2022 contra el CD Atlético Baleares, encuentro que finalizó con empate a cero. El 20 de abril de 2024 debutó con el primer equipo en La Liga contra el Rayo Vallecano.

## Clubes
Actualizado al último partido disputado el 24 de mayo de 2025.
| Club           | País   | Año       | Partidos | Goles |
| -------------- | ------ | --------- | -------- | ----- |
| CD Subiza      | España | 2022      | 2        | 0     |
| CA Osasuna "B" | España | 2022-2025 | 99       | 8     |
| CA Osasuna     | España | 2024-     | 2        | 0     |